# Antoine Di Fraya
Antoine Di Fraya, né le 17 février 1966 à Bastia, est un footballeur français qui évoluait comme milieu de terrain. 

## Biographie
En janvier 2002, il est diplômé du DEF (Diplôme d'entraîneur de football).
Père de trois enfants (Nicolas, Ugo et Lorenzo), il est, depuis 2004, observateur sportif (scout dans le jargon professionnel) au sein de la cellule technique du Montpellier Hérault SC dirigée par Bruno Carotti. Son rôle consiste d'une part, à détecter de jeunes (ou de moins jeunes) talents  (recruteur) et d'autre part, à analyser le jeu des futurs adversaires de l'équipe-fanion (superviseur sportif).

### En sélection
Le 30 août 1992, il honore sa première sélection avec la Corse. La Squadra Corsa tient alors la Juventus en échec 0-0.

## Palmarès
Nîmes Olympique
- National 1 (D3)
  - Champion : 1996-1997